# Linternón
El término linternón proviene del aumentativo de la palabra «linterna» y más concretamente de la época en que las linternas no eran todavía eléctricas. Con el tiempo y en función de diferentes ámbitos y contextos, la palabra «linternón» se ha ido aplicando a diferentes objetos, aunque todos ellos relacionados con la iluminación:
- En un buque un linternón es cualquiera de los faroles de popa. Esta acepción es la única registrada en el Diccionario de la Real Academia.[1]
- En el caso de ciertos edificios se usa el término «linternón» para designar un elemento arquitectónico que sin ser exactamente una linterna arquitectónica cumple una función parecida a esta, ya sea para permitir la aireación interior del edificio, la entrada de luz proveniente del exterior o la propagación del tañido de campanas, entre otras posibles funciones.
- En ciertos vehículos, como grandes carruajes o coches de ferrocarril, la parte superior puede incluir un «linternón», dispositivo que recorre la techumbre a lo largo del cuerpo principal del vehículo y que permite la aireación y la entrada de luz suplementaria.

|                                                                              |  |                                                                                         |
| Linternones de popa en el Lew («León»), réplica de un galeón del siglo XVII. |  | Linternón de tres aperturas en la parte superior de un carromato romaní, en Inglaterra. |